# 魚津電報電話局

魚津電報電話局局舎

魚津電報電話局（うおづでんぽうでんわきょく）は、富山県魚津市新宿にあった電気通信省、日本電信電話公社及び日本電信電話の電報電話局。公社時代は北陸電気通信局富山電気通信部の管轄下にあった。

## 概要

魚津電報電話局電話交換室にて視察を行う米沢滋日本電信電話公社副総裁（当時）

魚津電報電話局は、1949年（昭和24年）6月1日に電気通信省設置法（昭和23年法律第245号）に基づき官制を改めた際に開設された。発足当時は魚津郵便局局舎の2階にて業務を行っていたが、1951年（昭和26年）8月2日に下新川郡魚津町大字大町に魚津電気通信管理所庁舎が完成、1952年（昭和27年）11月1日より同庁舎へ一部部署が移転した。その後、1954年（昭和29年）3月25日に電報課も大町の庁舎へ移転した。1956年（昭和31年）9月10日の魚津大火では管内通信設備に多くの被害を受けたが、庁舎は類焼を免れている。1961年（昭和36年）12月15日に魚津市馬出町の常徳寺と光暁寺の跡地550坪に地上4階、地下1階鉄筋コンクリート造の新庁舎が完成、翌年3月からは電話交換方式も磁石式からクロスバー式自動交換に改められた。1985年（昭和60年）4月1日の民営化後もしばらく電報電話局の名称が用いられたが、1989年（平成元年）4月1日より全国的に電話局及び電報電話局は支店、あるいは営業所と改称された。
1964年（昭和39年）当時は内部機構として電報課、電話営業課、電話運用課、線路宅内課、機械課及び庶務課を有した。

## 歴史
魚津電報電話局開設前の事項については、魚津郵便局の項目を参照のこと。
- 1949年（昭和24年）6月1日 - 魚津郵便局より電信電話課を分離し、魚津電報電話局を開設する[13][2]。
- 1951年（昭和26年）8月20日 - 大町に魚津電気通信管理所庁舎が完成する[4]。
- 1952年（昭和27年）11月 - 電報課、電話課、施設課及び庶務課を設置する[14]。また、一部部署を魚津電気通信管理所庁舎へ移転する[4]。
- 1953年（昭和28年）10月25日 - 富山 - 魚津間がトーンダイヤル式交換電話となる[15][16]。
- 1954年（昭和29年）3月25日 - 金沢電報局において電報中継機械化を実施し、魚津電報電話局はその加入局となる[17]。また電報課を魚津電気通信管理所に移転する[5]。
- 1956年（昭和31年）
  - 3月 - 電報課及び電話課を業務課及び電話運用課に改める[14]。
  - 5月1日 - 経田郵便局において電話交換業務を廃止し、その業務を魚津電報電話局に移管する[18]。
  - 9月10日 - 魚津大火が発生する[5]。管内において電柱169本、ケーブル5,100メートル、硬銅線等5,000メートルを焼失し、罹障加入回線620件、焼失加入者320件の被害があった[5][19]。一方、局舎ならびに市外回線及び電信回線は類焼を免れた[6]。
- 1958年（昭和33年）10月10日 - 魚津郵便局より魚津電報電話局へ電信為替の業務の一部を委託する[20]。
- 1960年（昭和35年）10月 - 総工費1億7千万円を以て新局舎建設工事に着手する[21]。
- 1961年（昭和36年）12月15日 - 魚津市馬出町に地上4階、地下1階鉄筋コンクリート造の新局舎が完成する[5]。
- 1962年（昭和37年）
  - 3月 - 施設課を線路宅内課及び機械課に分課する[14]。
  - 3月30日 - 松倉郵便局、西布施郵便局及び片貝谷郵便局[注 3]において電話交換業務を廃止し、その業務を魚津電報電話局に移管する[23]。また、電話交換方式を改め、クロスバー式自動電話となる[9]。また、富山 - 魚津 - 黒部間において自動即時通話を開始する[9]。
  - 6月1日 - 入善郵便局において国際電報受付配達業務を廃止し、その業務を魚津電報電話局に移管する[24]。
  - 8月1日 - 入善郵便局において国内欧文電報受付配達業務を廃止し、その業務を魚津電報電話局に移管する[25]。
- 1963年（昭和38年）
  - 1月 - 業務課を電報課及び電話営業課に分課する[14]。
  - 3月15日 - 時報の提供を開始する[26]。
- 1969年（昭和44年）10月26日 - 松倉郵便局において和文電報配達業務を廃止し、その業務を魚津電報電話局に移管する[27]。
- 1971年（昭和46年）11月26日 - 市内局番が2桁化される[28]。
- 1983年（昭和58年）12月1日 - 片貝郵便局において和文電報配達業務を廃止し、その業務を魚津電報電話局に移管する[29]。
- 1985年（昭和60年）4月1日 - 電電改革により日本電信電話公社は民営化され、日本電信電話株式会社が発足する[30]。
- 1989年（平成元年）4月1日 - 各電話局はその名称を廃止し、支店、あるいは営業所等と改称される[11]。

## 脚註